# Neokatechumenát

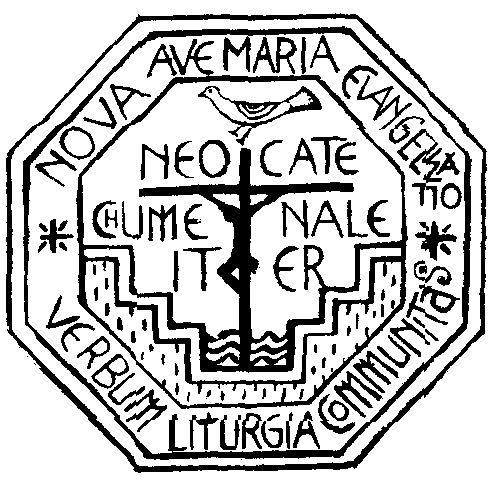
Logo neokatechumenátu

Neokatechumenát (též neokatechumenátní cesta) je spirituální směr v katolické církvi, který klade důraz na vnitřní obrácení a obnovu křestních slibů. Jedná se o duchovní program určený pro osoby, které sice byly pokřtěny, ale nedostalo se jim dostatečné křesťanské průpravy.
Neokatechumenátní cesta vznikla v Madridu roku 1964 za arcibiskupa Casimira Morcilla. Schválena byla papežem Janem Pavlem II. v roce 1990. Poté se rozšířila do všech koutů světa. Je uváděno přes 10 tisíc oficiálních společenství. Neokatechumenátní cesta se dělí na šest etap.

## Etapy
1. Hlásání kérygmatu, hlásání spásy a první společná eucharistie.
2. Předkatechumenát trvající dva roky, završený prvním skrutiniem.
3. Nový katechumenát 1. fáze trvající tři roky, završený druhým skrutiniem.
4. Nový katechumenát 2. fáze trvající tři roky.
5. Volba.
6. Obnova křestních slibů.[1]

## V České republice
Neokatechumenátní společenství začala na území českých zemí vznikat po roce 1986. Nyní (2017) zde existuje 12 společenství v pěti farnostech a 4 diecézích. Roku 2017 byl v Českých Budějovicích založen seminář Redemptoris Mater, vedený podle zásad neokatechumenátní cesty.